# Machine analytique

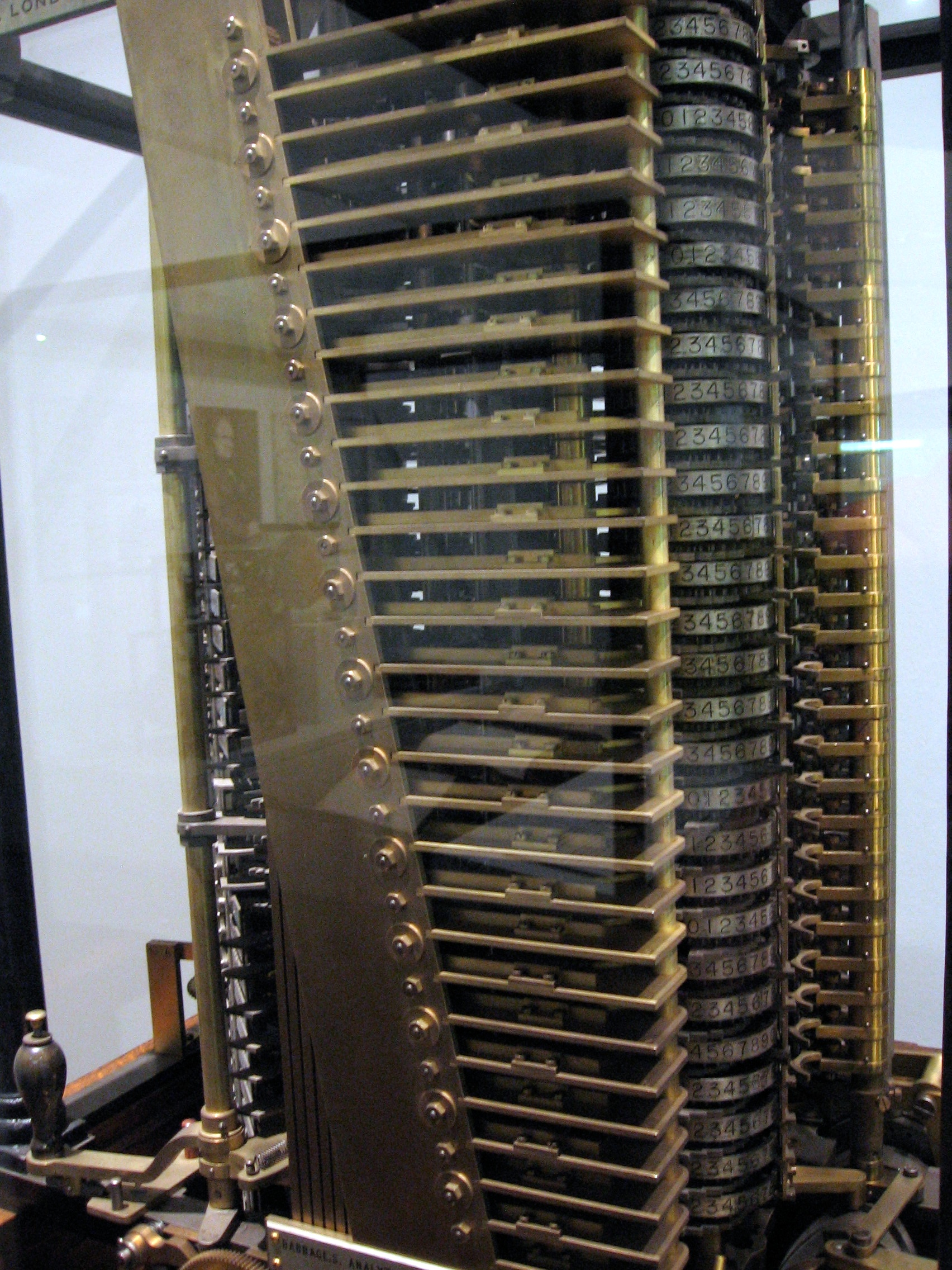
Le Moulin (Mill) de la Machine analytique de Charles Babbage, fabriquée sous la direction de son fils Henry Babbage et donné au Musée des Sciences de Londres en 1910.

La machine analytique (analytical engine en anglais) est une calculatrice mécanique programmable imaginée en 1834 par le mathématicien anglais Charles Babbage. Il ne la réalisera jamais (sauf pour un prototype inachevé), mais il passera le reste de sa vie à la concevoir dans les moindres détails. Le plus jeune de ses fils, Henry Prevost Babbage (en), en construira l'unité centrale (le moulin) et l'imprimante de 1880 à 1910.
C'est pendant le développement d'une machine à calculer destinée au calcul et à l'impression de tables mathématiques (machine à différences) que Babbage eut l'idée d'y incorporer des cartes du métier Jacquard, dont la lecture séquentielle donnerait des instructions et des données à sa machine, et donc imagina, malgré des différences notables de fonctionnement (elle fonctionnait à la vapeur avec des roues et engrenages mécaniques), l'ancêtre des ordinateurs modernes. 
C'est au cours du développement de cette machine qu'Ada Lovelace formalise les idées de Babbage et développe le premier algorithme de programmation de l'histoire, devenant la première informaticienne de l'humanité.

## Description et fonctionnement
La machine comprend les différentes parties que l'on retrouve dans un ordinateur d'aujourd'hui : périphérique d'entrée des programmes et données (clavier ou mémoire de masse), unité de commande (microprocesseur), unité de calcul (une partie du microprocesseur), mémoire (disque dur), et périphérique de sortie (imprimante). 
- un dispositif d'entrée comporte deux lecteurs de cartes perforées (instructions et données) ; ces cartes sont issues des techniques du métier à tisser.
- un organe de commande gère le transfert des nombres et leur mise en ordre pour le traitement ;
- un moulin est chargé d'exécuter les opérations sur les nombres ;
- un magasin permet de stocker les résultats intermédiaires ou finaux ;
- trois types d'imprimantes sont prévus.

## Programmation
La succession des instructions est l'équivalent d'un programme informatique ou logiciel. 

La célèbre Ada Lovelace a initié leur écriture et formalisé les idées de Babbage dans un ouvrage qui fait d'elle la première programmeuse. Elle écrit :

« La machine analytique n'a nullement la prétention de créer quelque chose par elle-même. Elle peut exécuter tout ce que nous saurons lui ordonner d'exécuter […] Son rôle est de nous aider à effectuer ce que nous savons déjà dominer. »

Elle se montre remarquable visionnaire en comprenant que la vocation de cette machine va bien au-delà des simples calculs numériques : le traitement des symboles et des équations symboliques lui est aussi grand ouvert :

« De nombreuses personnes qui connaissent mal les études mathématiques pensent que parce que le travail de la machine est de donner des résultats en notation numérique, la nature du processus doit forcément être arithmétique et numérique, plutôt qu'algébrique et analytique. C'est une erreur… La machine peut produire trois types de résultats : […] symboliques […] ; numériques […] ; et algébriques en notation littérale. »

— Notes à Luigi Federico Menabrea pour son ouvrage sur Babbage

## Histoire

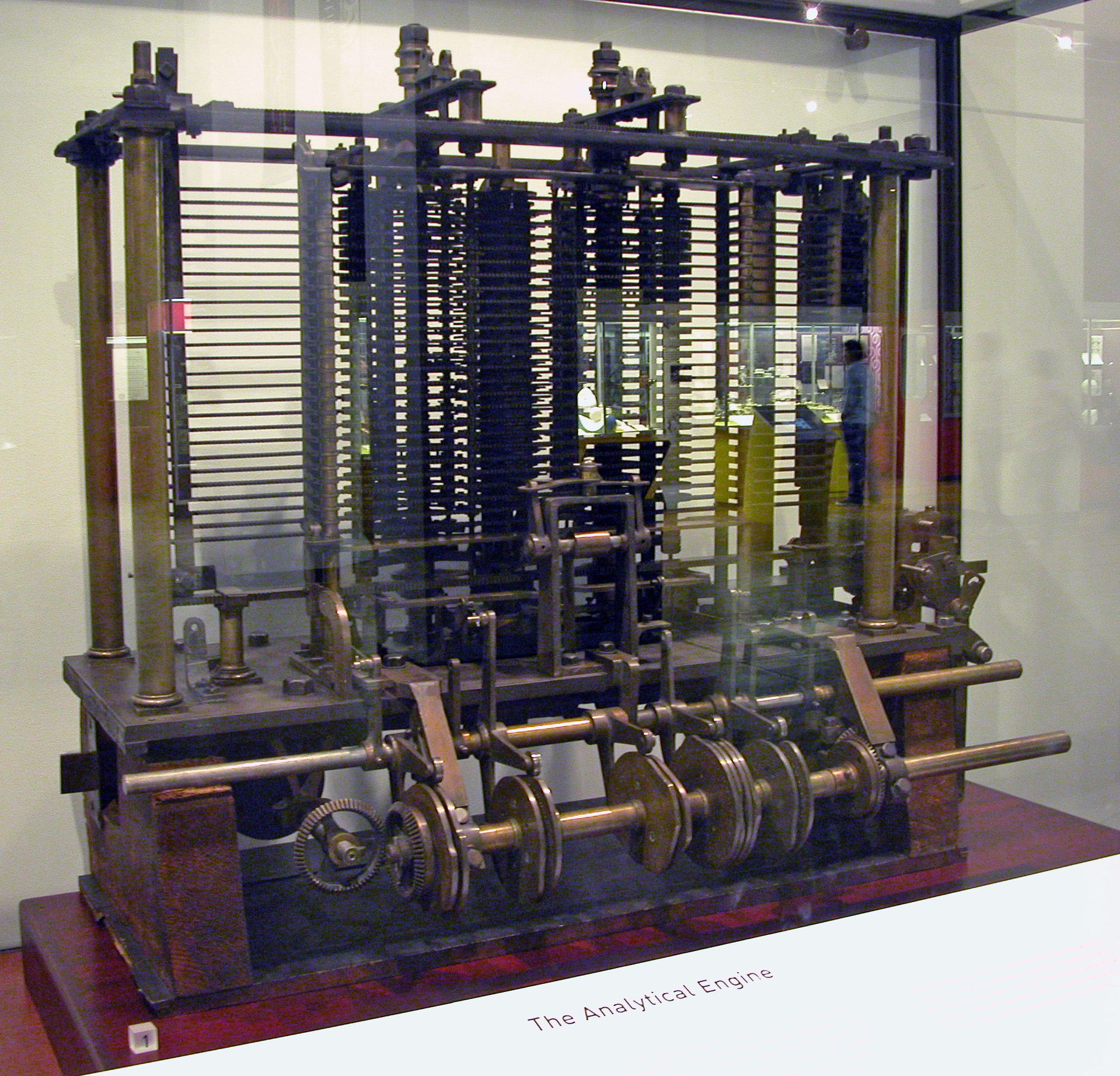
Prototype (1871) non terminé de la machine analytique de Babbage, exposée au Science Museum de Londres (photo sur le site internet du musée).

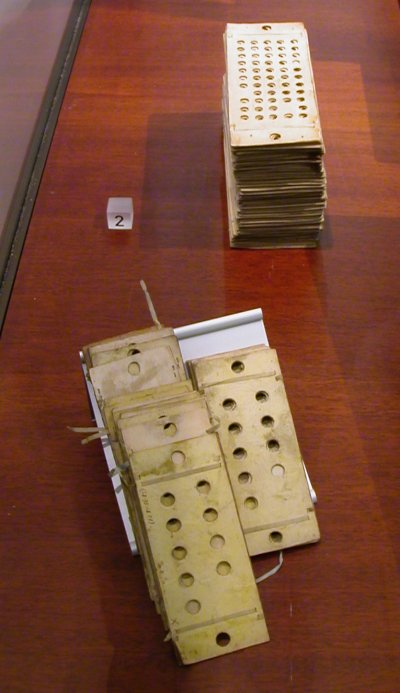
Les cartes utilisées par Babbage pour sa machine analytique. Les cartes d'instructions sont devant, les cartes de données sont derrière.

La machine analytique n'était pas le premier essai de Babbage qui avait déjà inventé une machine à différences commandée par le gouvernement britannique pour établir des tables de calcul sans erreur.  Cette machine à différences fut construite partiellement de 1822 à 1833 par Joseph Clement, l'un des meilleurs outilleurs britanniques de son temps.
Babbage commença le développement de sa machine analytique en 1834, réalisant qu'il pouvait simplifier sa machine à différences grâce à cette nouvelle machine programmable.  Le parlement anglais refusa ce changement de direction et arrêta officiellement son soutien financier en 1842. La machine ne fut jamais achevée.  On estime aujourd'hui que la machine complète aurait constitué un enchevêtrement de roues et d'engrenages mus par la vapeur et occupant la place d'une locomotive.
Babbage utilisa les principes découverts pendant le développement de la machine analytique pour créer une machine à différences no 2 qui ne fut construite que cent ans après, validant la justesse de ses vues.
Le plus jeune fils de Babbage développa une partie de la machine analytique pour prouver le bien-fondé des idées de son père. Il commença en 1880 mais abandonna en 1888 après une erreur de calcul durant la démonstration du calcul et de l'impression de la table des quarante premiers multiples de π avec vingt-neuf décimales. Il reprit le développement en 1906 et donna une démonstration réussie de ce calcul devant l’académie royale anglaise d'astronomie. Henry Babbage fit don de cette machine au Musée des Sciences de Londres en 1910.

## Héritage: l'ancêtre des ordinateurs
Malgré d'évidentes différences de technologie, la machine analytique est considérée comme l'ancêtre des ordinateurs modernes.

## Sources
- Robert Ligonnière, Préhistoire et histoire des ordinateurs : des origines du calcul aux premiers calculateurs électroniques, Paris, Robert Laffont, 1987, 356 p. (ISBN 978-2-221-05261-7)
- (en) Philip Morrison et Emily Morrison, Charles Babbage and his calculating engines, New York, Dover publications Inc., 1961